# Estética da recepção
A Estética da Recepção ou Teoria da Recepção propõe uma reformulação da historiografia literária e da interpretação textual, procurando romper com o exclusivismo da teoria de produção e representação da estética tradicional, pois considera a Literatura enquanto produção, recepção e comunicação, ou seja, uma relação dinâmica entre autor, obra e leitor.
Pela reconstrução do processo de recepção e de seus pressupostos, restabelece a dimensão histórica da pesquisa literária, conforme observa Luiz Costa Lima em estudo introdutório, alguns dos teóricos e analistas da estética da recepção apontando para a mudança do paradigma da investigação literária e discursiva, remetendo o ato de leitura a um duplo horizonte: o implicado pela obra e o projetado pelo leitor de determinada sociedade.
A estética da recepção volta-se para as condições sócio-históricas das diversas interpretações textuais: o discurso literário se constituiria, através de seu processo receptivo, enquanto pluralidade de estruturas de sentido historicamente mediadas.

## Principais Teóricos
- Wolfgang Iser
- Stanley Fish
- Karlheinz Stierle
- Norman Holland
- Hans Robert Jauss